# Rasmus Sundstedt
Rasmus Sundstedt (* 8. Januar 1989 in Värmdö, Schweden) ist ein schwedischer Unihockeyspieler und steht derzeit beim HC Rychenberg Winterthur unter Vertrag. 
Mit der schwedischen Unihockeynationalmannschaft gewann er 2012 und 2014 die Weltmeisterschaft. Zudem gewann er mit Storvreta zwei Jahre später die schwedische Meisterschaft.

## Karriere

### Verein

#### Anfänge
Von 2005 bis 2007 spielte Sundstedt in der Jugendabteilung von Stockholm IBF. Nach zwei Jahren in Stockholm wechselte der damals 19-Jährige zu Odelberg IBK in die zweite Division. In 24 Spielen gelangen ihm dabei 34 Tore und 36 Vorlagen. So führte sein Weg 2008 zum Erstligisten Caperiotäby FC in die Svenska Superligan, wo er sich vollends zum Spitzenspieler entwickelte. In der Saison 2011/12 erzielte er in 26 Spielen 40 Tore und spielte 13 Vorlagen.

#### Wechsel und Meistertitel
2012 wechselte Sundstedt vom Caperiotäby FC zu Storvreta IBK zu einer damaligen Rekordtransfersumme von 500'000 SEK (rund 57'000 Fr.), dieser Rekord wurde erst 2016 durch Kim Nilsson eingestellt. Aufgrund der Dominanz von IBF Falun konnte er trotz starker Leistungen in der Superligan zunächst keinen Titel gewinnen. Erst in der Saison 2015/16, in der der Storvreta IBK nach der Qualifikation an dritter Stelle stand, konnte die Mannschaft aus der Nähe von Uppsala in den Playoffs alle Gegner eliminieren und den Titel gewinnen.

#### Karrieresprung
Nach der erfolgreichen Saison bei Storvreta entschied sich Sundstedt zu einem Wechsel. Zahlreiche Gerüchte besagten, dass der HC Rychenberg Winterthur Interesse am schwedischen Nationalspieler habe. Am 19. April 2016 vermeldete die Winterthurer den Transfer des Schweden. Die Tore von Sundstedt verhalfen Rychenberg Winterthur zum Einzug in den Cupfinal. Am 25. Februar 2017 stand er mit dem HCR in der Berner Wankdorfhalle. Kurz vor Schluss der Partie spielte Sundstedt beim Spiel mit sechs Feldspielern einen Fehlpass, welcher dem Grasshopper Club einen Empty Netter ermöglichte. Kurz darauf schoss er mit einem sehenswerten Treffer den Anschlusstreffer, welcher schlussendlich aber seiner Mannschaft nicht mehr half. Der HCR verlor den Cupfinal mit 8:7.
Am 26. Juni 2017 gab der HC Rychenberg die Vertragsverlängerung mit dem Offensivakteur bekannt. Er bleibt somit auch in der Saison 2017/18 den Winterthurern erhalten. Für den HC Rychenberg Winterthur absolvierte Rasmus Sundstedt 51 Partien in welchen er 69 Skorerpunkte verbuchen konnte.

#### Storvreta IBK
Nach der Saison 2017/18 wechselte Sundstedt zurück zu seinem ehemaligen Arbeitgeber Storvreta IBK aus Schweden. Er unterschrieb einen 2-Jahres-Vertrag mit Option auf eine weitere Saison.

### Nationalmannschaft
Mit der U19-Nationalmannschaft gewann er 2007 WM-Gold. Im Turnier brachte er es in fünf Spielen auf sieben Scorerpunkte (2/5). 2010 debütierte er für die Herren-Nationalmannschaft, mit der er schließlich bei der WM in Helsinki 2010 Silber gewann. Sundstedt wurde mit acht Toren und neun Vorlagen hinter dem Schweizer Matthias Hofbauer zweitbester Skorer des Turniers. 2012 und 2014 konnte er mit Schweden jeweils die Weltmeisterschaft gewinnen.
Mit der Nationalmannschaft nahm er an bisher vier Weltmeisterschaften teil und holte dabei zwei Gold- und zwei Silbermedaillen. Sundstedt wird in der Nationalmannschaft auf der Position des Verteidigers als auch auf der Position des Stürmers eingesetzt.